# Karin Bertholdes-Sandrock

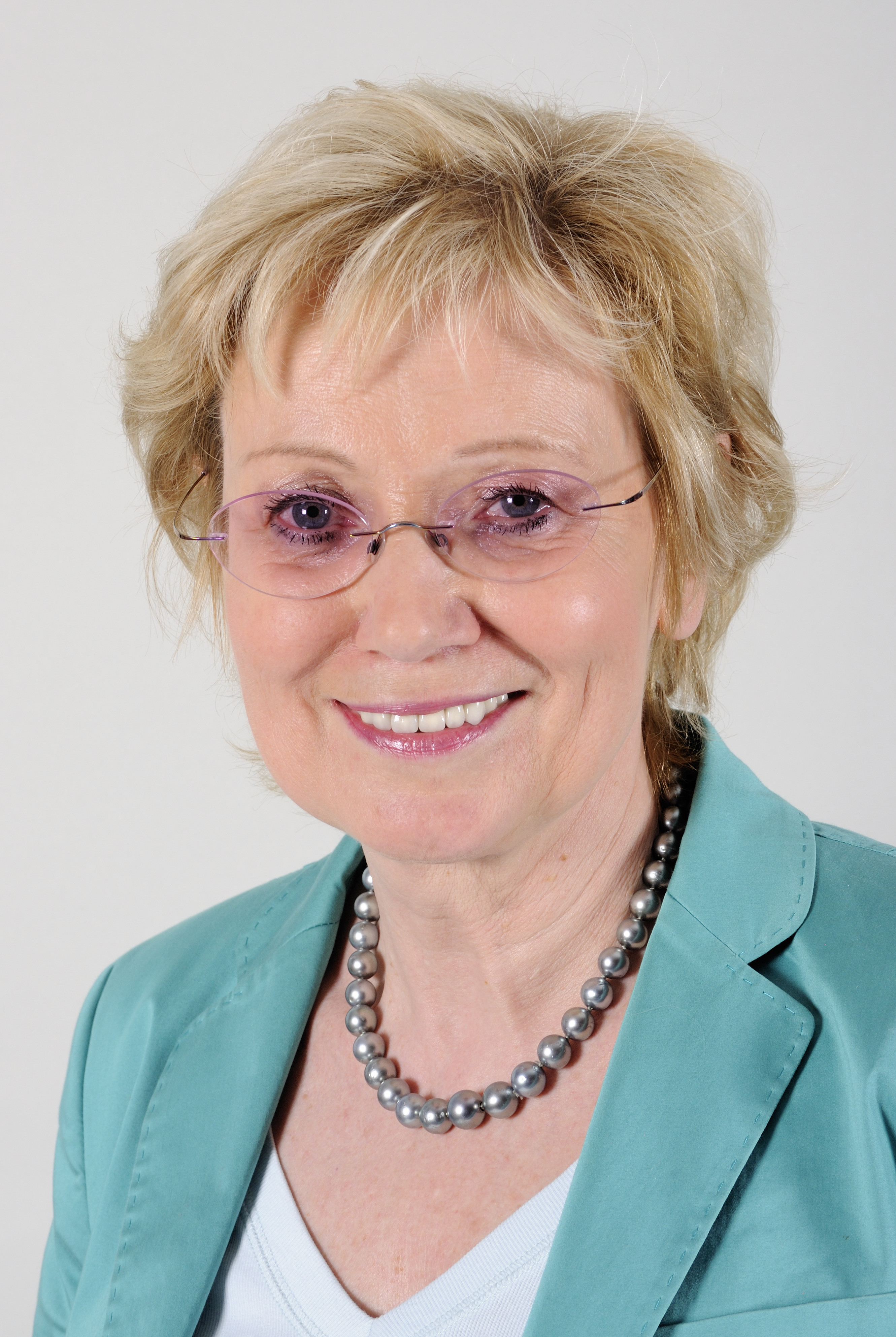
Karin Bertholdes-Sandrock, 2013

Karin Bertholdes-Sandrock (* 6. März 1952 in Dortmund) ist eine deutsche Politikerin (CDU), sie war Mitglied im Niedersächsischen Landtag.

## Leben und Beruf
Nach dem Abitur 1971 am Stadtgymnasium in Dortmund studierte Karin Bertholdes-Sandrock Germanistik und Politik in Göttingen und absolvierte 1977 das Erste Staatsexamen für das höhere Lehramt. Sie studierte und unterrichtete 1977/78 an der Universität von Kalifornien in Los Angeles. Nach dem Zweiten Staatsexamen unterrichtete sie bis zur Wahl in den Landtag im März 2003 als Studienrätin am Gymnasium in Lüchow (Wendland).
Karin Bertholdes-Sandrock ist evangelisch, verheiratet und hat zwei erwachsene Töchter.

## Politik
Karin Bertholdes-Sandrock ist seit 2003 Mitglied der CDU-Fraktion im Niedersächsischen Landtag. Sie war von 2003 bis 2008 direkt gewählte Abgeordnete des Wahlkreises Lüchow und ist seit dem 27. Januar 2008 direkt gewählte Abgeordnete im Wahlkreis 48 Elbe. In der 15. Wahlperiode (2003–2008) war Bertholdes-Sandrock Mitglied im Kultusausschuss, stellvertretendes Mitglied des Ausschusses für den ländlichen Raum, Ernährung, Landwirtschaft und Verbraucherschutz sowie stellvertretendes Mitglied der Enquête-Kommission „Demographischer Wandel – Herausforderung an ein zukunftsfähiges Niedersachsen“. In der 16. Wahlperiode (2008–2013) war Bertholdes-Sandrock Mitglied im Kultusausschuss, stellvertretendes Mitglied des Ausschusses für Umwelt, Energie und Klimaschutz. Sie gehörte dem 21. Parlamentarischen Untersuchungsausschuss zur Aufklärung von Vorgängen in der Schachtanlage Asse II an.
In der 17. Wahlperiode (seit 2013) ist Bertholdes-Sandrock stellv. Vorsitzende des Kultusausschusses, Mitglied im Wahlprüfungsausschuss, stellvertretendes Mitglied im Ältestenrat, stellvertretendes Mitglied des Ausschusses für den ländlichen Raum, Ernährung, Landwirtschaft und Verbraucherschutz sowie des Ausschusses für Wissenschaft und Kultur. Sie hat angekündigt, bei der Landtagswahl 2018 nicht wieder anzutreten.
Karin Bertholdes-Sandrock gehört dem Kreistag des Landkreises Lüchow-Dannenberg und dem Rat der Stadt Lüchow (Wendland) an.
Bertholdes-Sandrock ist seit 1990 Mitglied der CDU. Innerhalb der Partei war sie von 1994 bis 2000 Kreisvorsitzende der Frauen-Union und von 2002 bis 2012 Vorsitzende des CDU-Kreisverbandes Lüchow-Dannenberg.
Neben der Parteipolitischen Arbeit ist sie Mitglied im VdK, im Sozialverband Deutschland e.V., der Freiwilligen Feuerwehr und der Verkehrswacht. Von 1986 bis 2003 war sie Mitglied im Philologenverband und von 1988 bis 2000 dessen Ortsverbandsvorsitzende.
Im September 2014 wurde Bertholdes-Sandrock öffentlich für ihre Aussage kritisiert, es dürfe „auf keinen Fall“ sein, dass beispielsweise Schwule und Lesben im Rahmen von Sexualkundeunterricht „in den Klassen allein gegenüber den Kindern auftreten“. Gewählte Schülervertreter verurteilten diese Äußerung als „traurig und höchst diskriminierend“.
In einem Artikel der Elbe-Jeetzel-Zeitung stellt die Abgeordnete klar, dass "die Aussage aus dem Zusammenhang gerissen worden sei". "Es ist wichtig, dass Lehrer die Prozesse, die durch den Besuch von Externen in den Schülern ausgelöst werden, angemessen begleiten können", betont sie. Das sei "pädagogische Verantwortung" und gelte nicht nur für schwule und lesbische Besucher in Schulklassen, sondern auch "für Vertreter von Parteien, der Bundeswehr, für Kleingärtner und für alle anderen"." Einen Angriff auf homosexuelle Lehrer ihrerseits habe es nicht gegeben, "die sexuelle Orientierung spiele im Schuldienst gar keine Rolle".